# Banksy

Gevelreiniger verwijdert grottekeningen met hogedrukspuit, Londen

Banksy is het pseudoniem van een Britse graffitikunstenaar, wiens identiteit niet vaststaat. Zijn kunstwerken zijn vaak politiek en humoristisch van aard. In zijn straatkunst combineert hij graffiti met een hem kenmerkende sjabloontechniek. Zijn straatwerk is te vinden in verschillende Europese steden, maar ook buiten Europa zoals in Palestina, Israël en de Verenigde Staten.

## Werk
Banksy startte als een graffitikunstenaar. Later ging hij meer gebruikmaken van sjablonen zodat het minder tijd zou kosten om een werk af te maken. Banksy beweert zelf dat hij is overgestapt op het werken met sjablonen terwijl hij onder een treinstel schuilde omdat de politie hem op de hielen zat.
Zijn werk op straat trok al snel de aandacht van de media. Banksy's werk karakteriseert zich door zijn pakkende en humoristische beelden, in combinatie met slogans. De boodschap is doorgaans pacifistisch, antikapitalistisch, tegen de gevestigde orde en voor vrijheid. Hij schildert vooral dieren (zoals apen en ratten) en mensen (onder anderen politieagenten, soldaten, ouderen, kinderen). Hij maakt daarnaast stickers, sculpturen en cd-hoesjes (onder andere voor het Blur-album Think Tank). Een terugkerend thema in zijn werk is verder het aanpassen van bestaande kunst waardoor de aard van het stuk radicaal verandert.
Banksy's eerste film, Exit Through the Gift Shop (2010) wordt beschouwd als "the world's first street art disaster movie" en ging in première op het Sundance Film Festival in de Amerikaanse staat Utah.

### Opbrengsten
Popzangeres Christina Aguilera kocht medio 2006 een schilderij van Banksy met koningin Victoria als lesbienne. Tezamen met twee andere werken bracht het £25.000 op. Op 19 oktober 2006 werd voor een set schilderijen van het fotomodel Kate Moss bij Sotheby's in Londen £50.400 betaald. Op dezelfde veiling werd £57.600 betaald voor een schilderij van een groene Mona Lisa met naar beneden druipende verfdruppels uit haar ogen. Tijdens een veiling georganiseerd door Bono (U2) en Damien Hirst leverde Keep It Spotless ruim € 1,1 miljoen op. Dit geld kwam ten goede aan de aidsbestrijding in Afrika.
Het werk met de hoogste opbrengst (tot april 2021) is Game Changer, dat in maart 2021 tijdens een veiling bij Christie's voor £16,7 miljoen werd verkocht. De opbrengst ging naar organisaties die de gezondheidszorg in het Verenigd Koninkrijk verbeteren. Hiervoor was Devolved Parliament sinds oktober 2019 het werk met de hoogste opbrengst, toen het via Sotheby's voor £9,9 miljoen werd verkocht. Het werk was toen al niet meer in Banksy's bezit.

### Stunts
Banksy heeft regelmatig projecten die de publiciteit halen. Hieronder staan enkele voorbeelden:
- In de London Zoo klom hij in het pinguïngebied. Hij schilderde er We're bored of fish op de muren in twee meter hoge letters.
- In Bristol Zoo schreef Banksy een boodschap in het olifantenhok: I want out. This place is too cold. Keeper smells. Boring, boring, boring.
- Maart 2005: Banksy plaatste zijn werken ongezien in het Museum of Modern Art, het Metropolitan Museum of Art, het Brooklyn Museum en het American Museum of Natural History, alle in New York.
- Mei 2005: Banksy schilderde een primitieve rotstekening waarin een menselijke figuur een winkelwagentje voortduwt. Het lukte hem het schilderij ongezien op te hangen in het British Museum in Londen. Na ontdekking voegde het museum het schilderij toe aan de permanente collectie.
- Augustus 2005: Banksy schilderde negen werken op de Palestijnse zijde van de apartheidsmuur tussen Israël en de Westelijke Jordaanoever, waaronder een afbeelding van een ladder die helemaal tot bovenaan de muur doorloopt en een afbeelding waarin kinderen een gat graven door de muur.
- Juni 2006: Banksy schilderde een naakte man hangend uit het raam van een slaapkamer op een muur in het centrum van Bristol (zie foto).
- Augustus/september 2006: Banksy verving in 48 verschillende winkels in Groot-Brittannië ongeveer 500 exemplaren van Paris Hiltons debuut-cd door cd's met daarop zijn eigen kunstwerken en muziekremixen van Danger Mouse. De nummers op de cd droegen titels als "Waarom ben ik beroemd?", "Wat heb ik bereikt?" en "Waarom besta ik?". Nog voordat de winkels de cd's konden verwijderen, waren er al verschillende gekocht door klanten. Op veilingwebsites zijn sommige exemplaren voor £750 verkocht.
- September 2006: Banksy hield een tentoonstelling genaamd Barely Legal, aangeprezen als een "three-day vandalised warehouse extravaganza" in Los Angeles. Op de tentoonstelling figureerde ook een goud-roze, levende olifant.
- September 2006: Banksy verkleedde een opblaasbare pop als Guantanamo Bay-gevangene en plaatste de pop bij een attractie in het Disney-themapark in Anaheim, Californië. Hierdoor werd zelfs een achtbaan waar de aangeklede opblaaspop bij in de buurt stond, stilgezet.
- Oktober 2013: Banksy liet een onopvallend verkoopkraampje neerzetten in de buurt van Central Park, New York, waar hij gestencilde afdrukken te koop aanbood voor $60 per stuk. De meeste mensen liepen eraan voorbij. Uiteindelijk werden een paar werken voor in totaal $420 verkocht (werkelijke waarde naar schatting $225.000).[4]
- Augustus 2015: Banksy opende een "anti-pretpark", Dismaland genaamd, als parodie op Disneyland.[5]
- Juni 2018: In Parijs werden verschillende graffiti-tekeningen aangetroffen. Het is onzeker of Banksy daadwerkelijk de maker van de tekeningen is, omdat hij geen handtekening zet onder zijn muurschilderingen. Deskundigen zijn het erover eens dat de kleuren, de manier van tekenen en de gebruikte symbolen sterk lijken op de stijl die Banksy pleegt te gebruiken.[6]
- Oktober 2018: Het schilderij Girl with Balloon werd bij het Londense veilinghuis Sotheby's geveild. Direct na het moment dat de veiling werd afgehamerd bij £1.042.000,- (€ 1.185.000,-) werd de onderste helft van het kunstwerk in verticale repen gesneden door een papiervernietiger die de kunstenaar in de lijst verborgen had.[7] De bieder besloot het schilderij alsnog te kopen.[8] Sotheby's noemt het het eerste kunstwerk in de geschiedenis dat live is gecreëerd tijdens een veiling.[9] Volgens Banksy's website was het de bedoeling dat het mechanisme het werk geheel in repen zou snijden.[10]
- Mei 2019: Banksy, niet uitgenodigd voor de Biënnale van Venetië, liet op Piazza San Marco een verkoopkraam neerzetten met een uit meerdere doeken bestaand schilderij van een cruiseschip dat dwars door Venetië vaart. De 'verkoper' werd na enige tijd verzocht om het plein te verlaten, omdat hij geen vergunning had.[11]
- Augustus 2019: Een Brexit-muurschildering die Banksy in mei 2017 op een gebouw in Dover had aangebracht, lijkt te zijn verdwenen. De schildering toonde een arbeider die op een ladder met een hamer en een beitel een van de twaalf sterren van de Europese vlag aan het verwijderen was. Men denkt dat deze muurschildering is overgeschilderd.[12]
- December 2019: In het Walled Off Hotel in Bethlehem werd een nieuw kunstwerk Scar of Bethlehem onthuld. Het geeft een kerststal met een betonnen muur erachter weer. In het werk verbindt Banksy het kerstverhaal met de actuele situatie rond Israël en de Palestijnse gebieden.[13]
- In november 2022 plaatste Banksy beelden op sociale media van een muurschildering van een danseres op een gebombardeerd gebouw in de stad Borodjanka. Hiermee bevestigde hij een bezoek aan Oekraïne na de Russische invasie. Hij maakte ook zes muurschilderingen in Kiev, Irpin, Hostomel en Horenka.[14]

### Verduistering
Een van de rond 2007, in het geheim gemaakte, werken van Banksy in Bethlehem op de bezette Westelijke Jordaanoever was lange tijd spoorloos. Het was een graffiti-tekening op een betonblok dat naast een hoog paneel van de Apartheidsmuur stond. Het was een tekening van een rat die een katapult droeg, als protest tegen Israëls bezetting. In augustus 2022 dook het op in de Urban Gallery in het financiële district van Tel Aviv, in Israël. Het blok is omlijst met een metalen frame. Volgens de Israëlische kunsthandelaar, compagnon van de Galerie, had hij het gekocht van een Palestijnse collega in Bethlehem, maar liet er verder niets over los. Het blijft ook duister hoe het ongeveer 2m2 grote en zware blok door de checkpoints naar Israël vervoerd had kunnen worden. De woordvoerder van het Palestijnse ministerie van Toerisme noemde het "illegale diefstal van eigendommen van het Palestijnse volk". Het Israëlische leger en de Israëlische Coördinator voor de Bezette gebieden (COGAT), zeiden niets te weten van het kunstwerk of de plaatsing ervan elders. In 2008 waren twee andere schilderingen van Banksy, Wet Dog en Stop and Search verwijderd van een bushokje en een slagerswinkel in Bethlehem. Die werden in 2011 in galeries in de Verenigde Staten en in Engeland tentoongesteld.
Overeenkomstig het internationale Cultuurgoederenverdrag (1954) moet de bezettende macht het verwijderen van cultureel eigendom uit bezette gebieden voorkomen.

## Identiteit
Er is geen zekerheid over de ware identiteit van Banksy, zijn echte naam zou 'Robert' of 'Robin Banks' zijn. Banksy zou in 1973 geboren zijn in Bristol. Banksy heeft geprobeerd zijn ware identiteit verborgen te houden, maar volgens wetenschappers van de Queen Mary University in Londen zou zijn echte naam Robin Gunningham zijn. Na een podcast-interview met Goldie, sprak deze zich uit over Banksy: "Met alle respect naar Robert, ik vind dat hij een briljant kunstenaar is". Robert del Naja van het triphopcollectief Massive Attack zou ook Banksy kunnen zijn. Er werd ook gezegd dat Banksy aanwezig was toen er in 2016 in Amsterdam twee tentoonstellingen over zijn werk tegelijkertijd gehouden werden.
De fotograaf Steve Lazarides heeft de website van Banksy geregistreerd. Hij werkt als tussenpersoon voor Banksy. Lazarides heeft een kunstgalerie op Greek Street in Soho, Londen genaamd Laz Inc. In deze winkel worden originele schilderijen van Banksy verkocht. Er wordt ook gespeculeerd dat de Zwitserse kunstenaar Maître de Casson Banksy is.

## Kritiek

Graffiti in Liverpool

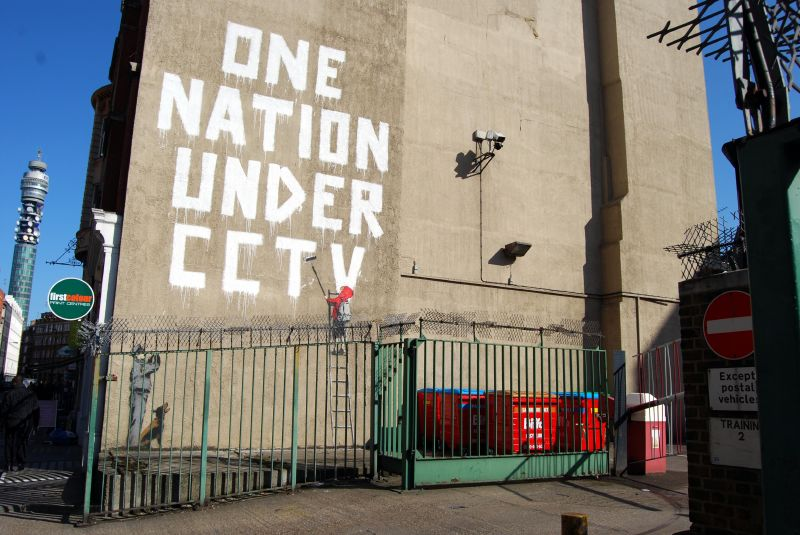
One Nation Under CCTV, Londen

Kritiek op Banksy concentreert zich voornamelijk op drie punten:

### Kunst of vandalisme
Volgens Peter Gibson, woordvoerder van de organisatie Keep Britain Tidy, is het werk van Banksy simpelweg vandalisme. Hij maakt immers muren vies waar dat niet is toegestaan. Peter Gibson heeft voor deze mening in binnen- en buitenland medestanders. Het onderscheid tussen graffiti (niet toegestaan) en kunst (kan de stad verfraaien) is moeilijk te maken wanneer er miljoenen worden uitgegeven om de muren schoon te houden. De groep die het werk van Banksy wél als kunst ziet is waarschijnlijk groter. Die mening wordt ondersteund door de hoge prijzen die bij kunstgaleries worden betaald voor zijn doeken en het feit dat musea zijn werken opnemen in de collectie.

### Hypocrisie
Antikapitalisme is een van de thema’s in zijn werk. Met dit thema maakt hij zich kwetsbaar voor verwijten van hypocrisie. Sommige mensen hebben kritiek op de manier waarop Banksy geld verdient met zijn werk. De hoge prijzen voor zijn doeken (voor zijn versie van de Mona Lisa werd £58.000 pond betaald) en de verkoop aan bedrijven en kunstgaleries gaan volgens sommigen niet samen met een antikapitalistische boodschap. Daar staat tegenover dat Banksy voor een groot deel van zijn werk helemaal geen geld ontvangt. Het wordt anoniem op straat getekend en geschilderd. Banksy maakt daarnaast werk voor goede doelen, zoals Greenpeace, of laat het voor goede doelen gebruiken, zoals voor campagnes van Vredesactie.

### Subversief
Niet iedereen heeft waardering voor het gekozen medium of de aard van de boodschap van Banksy. Toen hij in het Midden-Oosten de muur tussen Israël en de Palestijnse gebieden beschilderde merkte een Palestijn op dat Banksy de muur mooi maakte. Toen Banksy de man voor dit compliment bedankte, riposteerde hij: “Wij willen niet dat hij mooi is, we haten deze muur, ga naar huis”

## Trivia
- In april 2007 overschilderden medewerkers van de antigraffitiploeg van het bedrijf "Transport for London" een graffitiwerk van Banksy. Het werk werd vijf jaar voordien aangebracht op de muur van een elektriciteitshuis. Het verbeeldde een scène uit de film Pulp Fiction van Quentin Tarantino, waarbij de pistolen die Samuel L. Jackson en John Travolta in die scène vasthouden waren vervangen door bananen.[20] In een persverklaring meldde het bedrijf dat het beleid is om alle graffiti te verwijderen omdat die een sfeer van "verwaarlozing en maatschappelijk verval" creëert. De waarde van het werk werd geschat op € 370 000. De kosten van een eventueel herstel werden geschat op enkele duizenden euros.[21]
- Op 12 april 2010 overschilderde een ploeg schoonmakers in het kader van een project van stadsverfraaiing in de Australische stad Melbourne een werk van de kunstenaar. Banksy liet in 2003, tijdens een bezoek aan de stad, het werk, dat een rat hangende aan een parachute voorstelt, achter op een muur van een gebouw, vlak achter het Forum Theatre in Hosier Lane.
- Banksy's werk wordt vaak vergeleken met dat van Blek le Rat, de 'Vader van de stencil-graffiti'.[22] Banksy zegt hier zelf over: "...Every time I think I've painted something slightly original, I find out that Blek Le Rat has done it as well, only twenty years earlier."[23]
- De truc met de versnipperaar in de lijst werd in seizoen 7 van het VIER-programma De Mol gebruikt tijdens een opdracht om een schilderij dat de Mol had gemaakt te onderscheiden van een schilderij van een echte Vietnamese kunstenaar om te checken of de kandidaten het goed hadden. Het schilderij van de Mol ging hiertoe door de versnipperaar nadat de kandidaten op een knop hadden gedrukt.